# Из Вольтера
Короче дни, а ночи доле,

[Настала скучная] пора,

И солнце будто поневоле

Глядит на убранное поле.

Что делать в зимни вечера,

Пока не подали <нам> кушать?

Хотите ли теперь послушать,

Мои почтенные друзья,

Рассказ про доброго Роберта,

Что жил во время Дагоберта?
<Из Вольтера> («Короче дни, а ночи доле…») — наброски русского поэта Александра Пушкина перевода начальных строф сатирической сказки в стихах «Что нравится дамам» («Се qui plait aux dames»; 1764) французского писателя Вольтера. Её сюжет основан на распространённом мотиве заколдованной невесты, в котором речь идёт об уродливой старухе, которая добивается любви красивого мужчины, после чего превращается в красавицу. Сказка восходит к «Кентерберийским рассказам» Джефри Чосера (пролог и рассказ батской ткачихи), но Вольтер основывался на переработке чосеровского сюжета, сделанную Джоном Драйденом.
Переложение, состоящее из нескольких фрагментов, не имеет связного характера и не позволяет понять общий замысел поэта. Автограф был обнаружен на обороте черновика стихотворения «Я помню чудное мгновенье…». Его чистовой вариант создан не позднее 19 июля 1825 года, что позволяет датировать <Из Вольтера> — не ранее середины июля. Текст был опубликован 10 апреля 1916 года в газете «Русское слово». После этого считалось, что он относится к двум различным стихотворениям. Николай Лернер, основываясь на знании сюжета вольтеровской сказки, пришёл к выводу, что автограф является частью общего замысла. Некоторые поэтические наработки перевода были применены в других сочинениях Пушкина («Евгений Онегин», «19 октября»).

## Сюжет поэмы Вольтера
Действие «стихотворной новеллы» Вольтера происходит в полумифической Франции времён доброго короля Дагобера. Рыцарь Жан Робер возвращался во Францию из паломничества в Рим и встретил молодую крестьянку, с которой занялся любовью, пообещав отдать все деньги. Однако он не смог этого сделать, так как всё, что было при нём, у него украл монах. Крестьянка жалуется Дагоберу, а тот поручает рассмотрение дела королеве Берте. На суде она объявляет, что рыцарь достоин смерти. Спасти его может только правильный ответ на вопрос: «Что больше всего нравится женщинам?». 
Отпущенный под честное слово, Робер начинает выяснять у женщин, что же им больше всего приятно. Ему встречается уродливая старуха, которая обещает помощь, но при условии выполнения её желания. Робер соглашается и они вместе идут к королеве. Он воспользовался подсказкой и сказал, что женщине больше всего нравится быть безраздельной хозяйкой в доме. После того как как ответ был признан правильным, старуха требует, чтобы Робер выполнил её желание — женился на ней. Он с неохотой соглашается и следует за ней в её лачугу. После того как он даёт понять, что смирился с судьбой, его жена превращается в красавицу, а убогое жильё во дворец. Согласно авторскому указанию, женщина оказывается феей Ургелой из французских легенд.
Сюжет основан на распространённом мотиве заколдованной невесты, в котором речь идёт об уродливой старухе, которая добивается любви молодого мужчины, после чего превращается в красавицу. Он был использован в легендах о короле Артуре, а также Джефри Чосером в «Кентерберийских рассказах» в прологе и рассказе батской ткачихи («The Wife of Bath's Prologue and Tale»). Вольтер опирался на переработку чосеровской истории, осуществлённую Джоном Драйденом (сборник «Fables Ancient and Modern»; 1699). Предполагается, что Пушкин знал, что поэма Вольтера восходит к «Кентерберийским рассказам».

## Характеристика
В то время как дневное божество 

На Африку свой пламень обращает, 

У нас же кратко царствие его, 

И зимний вечер рано наступает — 

Покончив с ужином, возьмусь-ка я, 

Чтоб разогнать вечернее унынье, 

Рассказывать, любезные друзья, 

О бедном, но отважном паладине: 

Его же имя было — Жан Робер, 

А сюзерен — великий Дагобер.
В юношеские годы Вольтер был одним из любимых писателей Пушкина. Наибольшее влияния он оказывал на него в 1810-е — в первые годы 1820-х. Позже русский поэт стал критически относиться к творчеству Вольтера, но, тем не менее, интерес к нему сохранял на протяжении всей жизни. Пушкинское переложение сказки, состоящее из нескольких фрагментов, не имеет связного характера. Первый из них это перевод начальной строфы поэмы Вольтера. Во втором идёт речь о возвращении из Рима «доброго Роберта», у которого при себе «очень мало денег». В нём объединены мотивы второй и третьей строф оригинала. По одному предположению, про уготованное Роберту наказание идёт речь в стихах «И дабы впредь не смел чудесить, // Поймавши, истинно повесить...», по другому, это намёк на воровство, совершённое монахом. В этом месте Пушкин спародировал Воинский артикул Петра I (1715). Смысл обрывочного стиха «В то время деньги», на котором заканчивается черновик, видимо основывается на второй строфе поэмы, где указано, что богатство «Дарила та суровая пора // Не рыцарям, а только духовенству». По наблюдению литературоведа Михаила Алексеева, в целом Пушкин довольно точно следовал вольтеровскому тексту.   
Автограф пушкинских набросков был обнаружен на обороте черновика стихотворения «К***» («Я помню чудное мгновенье…»), беловой вариант которого создан не позднее 19 июля 1825 года (во время ссылки поэта в родительское имение Михайловское). Таким образом исследователи сделали вывод, что переложение датируется не ранее середины июля. Впервые транскрипция текста была опубликована 10 апреля 1916 года («Русское слово», № 83). После этого считалось, что текст относится к двум разным стихотворениям. Первым установил, что наброски представляют собой перевод из «Что нравится дамам», русский и советский литературовед Николай Лернер. Именно сюжет французского первоисточника убедил его, что фрагменты относятся к одному произведению. По наблюдению Лернера, трудно сказать, что входило в замысел Пушкина: «Может быть он просто пересказал бы сказку Вольтера так, как и начал, может быть изменил бы её течение». При этом он не отметил, что «Се qui plait aux dames» восходит к новелле Чосера. Известно, что сама сказка Вольтера была известна в России задолго до Пушкина и ещё ранее было предпринято несколько переводов.  
Предполагается, что поэта прежде всего заинтересовал образ старухи, влюблённой в молодого мужчину. Этот мотив Пушкин ранее использовал в поэме «Руслан и Людмила» (отношения колдуньи Наины и Финна), степень влияния на которую Вольтера является дискуссионным. На эту предполагаемую отсылку обратил внимание ещё Павел Катенин в своих воспоминаниях о Пушкине: «Эпизод Фина и Наины искуснейший отрывок; он выдуман хорошо, выполнен не совсем; Наина — колдунья нарисована с подробностью слишком отвратной, почти как в виде старухи la Fée Urgèle в сказке того же Вольтера, которого наш автор в молодости слишком жаловал». Лернеру ситуация между феей и рыцарем напомнила пушкинскую сказку «Царь Никита и сорок его дочерей» (первая публикация — 1857): «…встречу гонца царя Никиты, выпустившего из ларца заветных птичек, с такою же жалкою старухой, которая научила его, как изловить беглянок». Подобное положение, ещё до Пушкина, было представлено в поэме Александра Радищева «Бова», где даже есть прямое указание на вольтеровского «славного витязя Роберта». Некоторые поэтические фигуры из перевода были использованы в других сочинениях Пушкина: «Евгений Онегин», «19 октября». Последнее стихотворение, написанное в 1825 году по случаю пятнадцатилетней годовщины Царскосельского лицея, с точки зрения Лернера, дополнительно проясняет датировку перевода из Вольтера. На это указывают сходные стихи: «Дохнул мороз на убранное поле, // Проглянет день как будто поневоле…» (ср. «И солнце будто поневоле // Глядит на убранное поле»).